# Solen kikuchii
Solen kikuchii is een tweekleppigensoort uit de familie van de Solenidae. De wetenschappelijke naam van de soort is voor het eerst geldig gepubliceerd in 2002 door Cosel.